# Tricyrtis pseudolatifolia
Tricyrtis pseudolatifolia là một loài thực vật có hoa trong họ Măng tây. Loài này được Hir.Takah.bis & H.Koyama mô tả khoa học đầu tiên năm 2007.